# TIME CLIP
『TIME CLIP』（タイムクリップ）は、矢井田瞳の10枚目のオリジナル・アルバム。2016年3月2日にヤマハミュージックコミュニケーションズから発売された。

## 解説
本作は初となるミニ・アルバム『123456』より2年5ヶ月ぶり、9thアルバム『panodrama』より3年5ヶ月ぶりに発売された。ヤマハミュージックコミュニケーションズ移籍第一弾。
アルバムの制作はデビュー15周年内でのリリースを目処に2年半前にスタートし、その間に行われたライブツアーでは一部の収録曲が先行して披露されていた。
『TIME CLIP』というアルバムタイトルについて矢井田は「皆さんが大切な資料をとめたりまとめたり、写真とかをクリップでとめるみたいな感覚で、私はこの2～3年の間に、この瞬間を音楽に変換して留めておきたいと思った思いや時間をクリップしていきました。そんなアルバムだなと思ったので『TIME CLIP』ですね。」と語っている。
収録曲の編曲・演奏には、akkin、HEATWAVEの山口洋、宮井英俊らが参加しており、中でもM-9「YOUR SONG」の編曲と演奏は、矢井田がメジャー・デビュー前にSEESEE名義で活動した際にお世話になったという鎌田雅人率いるバンド・waterが参加している。

## パッケージ
- 初回盤（アニバーサリー・エディション：YCCW-10267/B）[3]：CD+Blu-ray Disc
- 通常盤（YCCW-10268）[4]：CD
- Ch.yaiko Limited Pack：初回盤+通常盤+サイン入りCD

本作は初回盤（アニバーサリー・エディション）と通常盤の2形態で発売された。初回盤と通常盤の両方にボーナス・トラックが収録されているが曲目は異なる。初回盤にのみライブ映像やミュージック・ビデオを収録したBlu-ray Discが付属している。
モバイルファンクラブ「Ch.yaiko」では「『TIME CLIP』Ch.yaiko Limited Pack」として、初回盤と通常盤に加え、ライブ音源が収録された矢井田瞳直筆サイン入りCDが同梱されたものが会員向けに限定販売された。本作はスマプラ対応商品。

## 収録曲

### CD
| 全作詞・作曲: 矢井田瞳。 |                      |          |            |                            |      |
| #                        | タイトル             | 作詞     | 作曲・編曲 | 編曲、プロデュース         | 時間 |
| 1.                       | 「Circle」           | 矢井田瞳 | 矢井田瞳   | 久保田光太郎               | 5:47 |
| 2.                       | 「MOON」             | 矢井田瞳 | 矢井田瞳   | akkin                      | 4:08 |
| 3.                       | 「SEKIRARA」         | 矢井田瞳 | 矢井田瞳   | 宮井英俊                   | 3:47 |
| 4.                       | 「東京タワーと蟻」   | 矢井田瞳 | 矢井田瞳   | 宮井英俊                   | 4:28 |
| 5.                       | 「幸せ呼ぶメロディ」 | 矢井田瞳 | 矢井田瞳   | akkin                      | 4:32 |
| 6.                       | 「世界と私の間」     | 矢井田瞳 | 矢井田瞳   | 久保田光太郎               | 4:27 |
| 7.                       | 「machine」          | 矢井田瞳 | 矢井田瞳   | 宮井英俊                   | 2:44 |
| 8.                       | 「WAVE」             | 矢井田瞳 | 矢井田瞳   | 宮井英俊                   | 3:55 |
| 9.                       | 「YOUR SONG」        | 矢井田瞳 | 矢井田瞳   | 鎌田雅人・water            | 4:36 |
| 10.                      | 「It's time」        | 矢井田瞳 | 矢井田瞳   | 山口洋・細海魚（HEATWAVE） | 6:02 |

### ボーナス・トラック
2015年8月15日「矢井田瞳 弾き語り TOUR 2015 〜ヤイダヒトリ元気祭り ver.〜」@ LIVING ROOM CAFE by eplus（東京）より
| #  | タイトル                    | 作詞 | 作曲・編曲 | 時間 |
| -- | --------------------------- | ---- | ---------- | ---- |
| 1. | 「my sweet darlin'」        |      |            | 4:28 |
| 2. | 「Life's Like A Love Song」 |      |            | 6:06 |
| 3. | 「地平線と君と僕」          |      |            | 4:46 |

| #  | タイトル              | 作詞 | 作曲・編曲 |
| -- | --------------------- | ---- | ---------- |
| 1. | 「YOUR SONG」         |      |            |
| 2. | 「Over The Distance」 |      |            |

### Blu-ray Disc（初回盤のみ）
矢井田瞳 the 15th anniversary 2015-2016
1. 矢井田瞳 the 15th anniversary 2015-2016 弾き語りTOUR 2015 〜ヤイダヒトリ〜 digest
2. 矢井田瞳 the 15th anniversary 2015-2016 LIVE TOUR "15"@赤坂BLITZ 12.12.2015
3. 「MOON」Music Video
  - 監督：酒井伸太郎（L'espace Vision）
4. BTS Movie of yaiko
  - 15周年オフショット映像（レコーディング風景等）

### タイアップ
- TBS「噂の!東京マガジン」1月〜3月エンディングテーマ（M-9「Your Song」）